# Nephelium havilandii
Nephelium havilandii är en kinesträdsväxtart som beskrevs av P.W. Leenhouts. Nephelium havilandii ingår i släktet Nephelium och familjen kinesträdsväxter. Inga underarter finns listade i Catalogue of Life.